# HD 20423
HD 20423，又名CD-31 1303，SAO 194197、HR 990，是一颗恒星，视星等为6.65，位于銀經228.37，銀緯-58.26，其B1900.0坐标为赤經3h 12m 3.9s，赤緯-31° -58.26′ 48″。